# Macskási Pál
Macskási Pál, néha Macskássi Pál vagy Macskássy Pál; a periratokban illetve román nyelvű forrásokban Macskasi Pavel vagy Pavel Macskasi vagy Măciucaş Pavel néven (Aranyospolyán, ? – Kolozsvár[?], ?) romániai magyar hadbíró, az 1956-os forradalom utáni romániai megtorlás egyik fő alakja. 

## Élete
Születési és halálozási adatai nem ismertek. Eredeti foglalkozása szabó, szabósegéd vagy mellényszabó volt.
Egyes általa elítéltek tudni vélték, hogy súlyos tüdőrákban, nagy kínok között hunyt el, önkívületében az elítéltekkel hadakozott. Sírja a Házsongárdi temetőben található.

## Pályafutása
A proletárdiktatúra idején, hat hónapos tanfolyam elvégzésével lett „jogász”. Először a temesvári katonai törvényszékre nevezték ki bírónak őrnagyi rangban, később alezredesi rangig jutott. Tevékenységét Kolozsváron, Nagyváradon, Temesváron, Marosvásárhelyen folytatta. Hosszú ideig a kolozsvári III. Katonai Törvényszék elnöke volt.
Számos magyar vonatkozású perben ítélkezett:
- 1956. március 18–19.: Simonfi-csoport pere[8]
- 1957. február 27.–március 2.: Várhegyi István és társai pere[9]
- 1957. május 28.–június 13.: Dávid Gyula és Páskándi Géza pere[10]
- 1957. november 5.: Dobai-per[8]
- 1958. február 27–28.: Fodor Pál és társai pere[8]
- 1958. április 10. – május 29.: Szoboszlay-per[11]
- 1958. június 15.: Nagy Sámuel pere[12]
- 1958. augusztus 5.: Bethánia CE Szövetség pere[13]
- 1958. október 4.: Az érmihályfalvi csoport pere[14]
- 1958. június 4.: A Székely Ifjak Társasága (SZIT) tagjainak pere[15]
- 1959. február 13.: A Bolyai Egyetem tanárainak és diákjainak pere[16]
- 1959. március 9–19.: Az Erdélyi Magyar Ifjak Szövetsége (EMISZ) per[17]
- 1959. szeptember 15.: Csíkszeredai középiskolai tanárok pere[8][18]
- 1961. szeptember 18–20. és december 15–16.: Szabadságra Vágyó Ifjak pere (Nagyvárad).[19][20]
- 1965. június 28.: Moyses Márton pere[21]

A korábbi időszakoktól eltérően az általa 1958–1959-ben vezetett eljárásokban gyakran szabtak ki 20–25 éves börtönbüntetést a vádlottakra, például a Szoboszlay-perben, EMISZ-perben, SZIT-perben illetve a kolozsvári teológusok pereiben. A visszaemlékezések szerint több mint 80 esetben szabott ki halálos ítéletet. A tárgyalásokon durván viselkedett, a vádlottak rokonait és a tanúkat megfélemlítette.
A Szoboszlay-per egyik elítéltje, Ferencz Béla Ervin ferencrendi szerzetes ezzel a szavakkal emlékezett rá: „Elmentem a sírjához, s azt mondtam ott: engem küldtél a halálba, te haltál meg előbb, nehéz lehet ítéletre Isten elé állnod, te hóhér! Ennyit meg kellett tennem, még ha tudom, hogy meg kell bocsátanom ellenségeimnek is. Még Macskásinak is.”